# Primera División de Costa Rica 1963
Die Saison 1963 war die 44. Spielzeit der Primera División de Costa Rica, der höchsten costa-ricanischen Fußballliga. Es nahmen sechs Mannschaften teil. Uruguay de Coronado gewann zum ersten Mal in der Vereinsgeschichte die Meisterschaft.

## Austragungsmodus
- Die sechs teilnehmenden Mannschaften spielten in einer Doppelrunde (Hin- und Rückspiele) im Modus Jeder gegen Jeden den Meister aus.
- Der Letztplatzierte bestritt ein Relegationsspiel gegen den Meister der zweiten Liga.

## Endstand

### Hauptrunde
| Pl.             | Verein                 | Sp. | S  | U | N  | Tore  | Diff. | Punkte |
| --------------- | ---------------------- | --- | -- | - | -- | ----- | ----- | ------ |
| 01              | CS Uruguay de Coronado | 20  | 11 | 3 | 6  | 36:27 | 9     | 25     |
| 02              | CD Saprissa (M)        | 20  | 11 | 2 | 7  | 38:26 | 12    | 24     |
| 03              | LD Alajuelense         | 20  | 8  | 5 | 7  | 35:33 | −2    | 21     |
| 04              | CS Cartaginés          | 20  | 8  | 2 | 10 | 21:37 | −16   | 18     |
| 05              | Orión FC               | 20  | 7  | 3 | 10 | 31:28 | 3     | 17     |
| 06              | CS Herediano           | 20  | 6  | 3 | 11 | 25:35 | −10   | 15     |
| Stand: Endstand |                        |     |    |   |    |       |       |        |

### Relegation
| Letzter 1°División | Gesamt | Meister 2°División | Hinspiel | Rückspiel |
| ------------------ | ------ | ------------------ | -------- | --------- |
| CS Herediano       | 2:4    | Nicolás Marín      | 1:2      | 1:2       |

Nach Austragung der Relegation wurde eine Aufstockung der Primera División beschlossen. Somit verblieb Herediano in der ersten Liga; neben Nicolás Marín stiegen auch der Zweit- und Drittplatzierte der zweiten Liga, AD Limonense und AD Municipal Puntarenas, in die Primera División auf.